# Adam Chmielowski
Adam Hilary Bernard Chmielowski (znany również jako święty Albert Chmielowski lub święty Brat Albert; herbu Jastrzębiec; ur. 20 sierpnia 1845 w Igołomi, zm. 25 grudnia 1916 w Krakowie) – polski zakonnik franciszkański, założyciel zgromadzenia albertynów i albertynek, powstaniec styczniowy, malarz, święty Kościoła katolickiego, znany z pełnego poświęcenia pracy dla biednych i bezdomnych.

## Życiorys

### Dzieciństwo i młodość

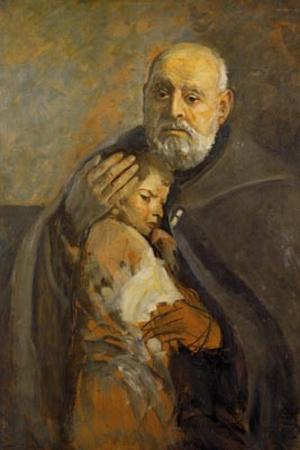
Leon Wyczółkowski, Brat Albert (1902)

Adam Chmielowski urodził się w Igołomi (wówczas powiat miechowski), jako najstarszy syn Józefy Borzysławskiej i Wojciecha Chmielowskiego, później naczelnika carskiej komory celnej w Szczypiornie pod Kaliszem. Przeniesiony później w 1846 ojciec trafił do granicznego miasta Słupca (jako naczelnik komory celnej), później w tym samym roku dołączyła rodzina, w tym i syn. Był pierwszym dzieckiem w rodzinie, miał troje młodszego rodzeństwa (Stanisława, Mariana i Jadwigę). Ochrzczono go 26 sierpnia 1845 w kościele pw. Narodzenia NMP w Igołomi. Był to tylko tzw. chrzest z wody, ponieważ rodzice chrzestni nie mogli być obecni ze względu na odległość. Akt chrztu został zapisany w księgach parafialnych w Igołomi. 17 czerwca 1847 roku w kościele Nawiedzenia Najświętszej Marii Panny w Warszawie dopełniono ceremonii chrztu i sporządzono odrębną adnotację w księdze chrztów tamtejszej parafii.
25 sierpnia 1853 roku Adam utracił ojca. W 1855 r. otrzymał stypendium rządowe i wyjechał do szkoły w Sankt Petersburgu, gdzie rozpoczął edukację w Korpusie Kadetów. Od 1858 r., po przeprowadzce do Warszawy, kontynuował naukę w Gimnazjum Realnym Jana Pankiewicza. W 1861 r. podjął studia w Instytucie Politechnicznym i Rolniczo-Leśnym w Nowej Aleksandrii (Puławy), gdzie poznał i zaprzyjaźnił się z wybitnym malarzem Maksymilianem Gierymskim.
Po śmierci matki (28 sierpnia 1859 roku) rodzeństwo Adama przekazano pod opiekę siostry ojca – Petroneli Chmielowskiej. Młody Chmielowski kontynuował naukę w Instytucie Politechnicznym w Puławach. W tym okresie włączył się w działalność konspiracyjną.
W 1863 r. przyłączył się do powstania styczniowego. Walczył kolejno w oddziałach Leona Frankowskiego (pod Kurowem) i Mariana Langiewicza. Po wygranej bitwie pod Grochowiskami przeszedł z oddziałem Langiewicza do Galicji. Tu wzięty do niewoli przez Austriaków, został wywieziony do Ołomuńca na terenie ówczesnej monarchii habsburskiej. Wykorzystując sprzyjającą okazję, zbiegł w maju 1863 r., przedostał się do kraju i włączył ponownie do walk powstańczych.
Bojowy szlak Adam Chmielowski zakończył 30 września 1863 r., kiedy to jego powstańczy oddział, dowodzony przez płk. Zygmunta Chmieleńskiego, stoczył przegraną bitwę pod Mełchowem (powiat częstochowski), a on, ciężko ranny w lewą nogę, trafił powtórnie do niewoli. Po wykonanej w prymitywnych warunkach (bez znieczulenia) amputacji kończyny, jego dalsze leczenie odbywało się w szpitalu w Koniecpolu.
Zagrożony nasilającymi się represjami wobec powstańców, dzięki staraniu rodziny wydostał się z niewoli i w maju 1864 r. trafił do Paryża. Tu dzięki pomocy finansowej od Komitetu Polsko-Francuskiego mógł poddać się dalszemu leczeniu i otrzymał protezę gutaperkową, najlepszą w tym czasie. Po ogłoszeniu amnestii w 1865 r. powrócił do Warszawy.

### Działalność malarska
Adam rozpoczął studia malarskie w Warszawie. Musiał je jednak przerwać z powodu sprzeciwu rady opiekuńczej, od której był zależny od śmierci obojga rodziców. Wyjechał na studia politechniczne do Gandawy. Po roku rozpoczął naukę na akademii sztuk pięknych w Monachium (w maju 1870 r. zgłosił się do Akademii – Naturklasse). Tam zaprzyjaźnił się z wieloma sławnymi artystami (Stanisławem Witkiewiczem, Józefem Chełmońskim, Maksymilianem Gierymskim, Leonem Wyczółkowskim i innymi). Wiele malował i wysyłał swoje obrazy na wystawy do Polski. Z tego okresu życia pochodzą pierwsze obrazy o tematyce religijnej, na przykład Wizja św. Małgorzaty oraz najsłynniejszy religijny obraz Chmielowskiego Ecce Homo, który obecnie znajduje się w Krakowie w prezbiterium kaplicy sióstr Albertynek pw. Ecce Homo.
Dorobek Adama Chmielowskiego to 61 obrazów olejnych, 22 akwarele i 15 rysunków. Do najbardziej znanych prac należą m.in. Po pojedynku, Dziewczynka z pieskiem, Cmentarz, Dama z listem, Powstaniec na koniu, Wizja św. Małgorzaty, Zachód słońca, Amazonka.

### Działalność zakonna
Wraz z namalowaniem obrazu Ecce Homo we wnętrzu Adama Chmielowskiego nastąpił przełom. 24 września 1880 roku wstąpił do Zakonu Ojców Jezuitów w Starej Wsi. Po roku zrezygnował z powodu depresji i silnego załamania nerwowego. Od 14 kwietnia 1881 do 22 stycznia 1882 przebywał w Zakładzie Obłąkanych w Kulparkowie. Spokój odnalazł dopiero w regule Zakonu św. Franciszka z Asyżu. W 1884 osiadł w Krakowie, przy ulicy Basztowej 4, gdzie dalej malował, ale zaangażował się coraz bardziej w opiekę nad nędzarzami i bezdomnymi. Po pewnym czasie porzucił całkowicie malarstwo, poświęcając się pomocy ubogim. Mieszkał w ogrzewalni miejskiej przy ul. Skawińskiej na Kazimierzu razem z bezdomnymi, alkoholikami i nędzarzami. Sprzeciwiał się jałmużnie, której nie uznawał za prawdziwą pomoc, ale nierozwiązującym problemu biedy doraźnym zabiegiem uspokajającym sumienie bogatszych.
25 sierpnia 1887 roku w kaplicy Loretańskiej kościoła Ojców Kapucynów w Krakowie Adam Chmielowski przywdział szary habit III Zakonu św. Franciszka i od tej pory znany jest jako brat Albert. Śluby zakonne złożył rok później, 25 sierpnia 1888. Dał początek założonemu przez siebie Zgromadzeniu Braci Albertynów. W 1891 roku założył Zgromadzenie Sióstr Albertynek. W Krakowie prowadził przytułek, w którym mieszkał razem z ubogimi. Z czasem powstawały nowe ośrodki m.in. we Lwowie, Tarnowie, Zakopanem.
Brat Albert Chmielowski założył na Roztoczu pustelnie dla braci zakonnych Albertynów w miejscowości Monasterz koło Werchraty i sióstr Albertynek w miejscowościach: Stare Brusno, Prusie w ówczesnej archidiecezji lwowskiej (obecnie diecezja zamojsko-lubaczowska). W pustelniach zwanych „klasztorkami” nabierali sił fizycznych i duchowych do dalszej pracy z najuboższymi. Brat Albert ze zgromadzeniem, wspólnie z okoliczną ludnością, wyruszali w niedziele i święta w przemarszu do oddalonego o kilkanaście kilometrów klasztoru i kościoła franciszkanów w Horyńcu-Zdroju na mszę świętą.
W kaplicy w Domu Modlitwy Sióstr Albertynek w Pizunach (w miejscu urodzenia bł. Bernardyny) koło Narola znajdują się relikwie św. Brata Alberta i bł. Bernardyny Marii Jabłońskiej, którą spotkał po raz pierwszy podczas odpustu ku czci św. Antoniego Padewskiego w Horyńcu-Zdroju.

### Ostatnie chwile

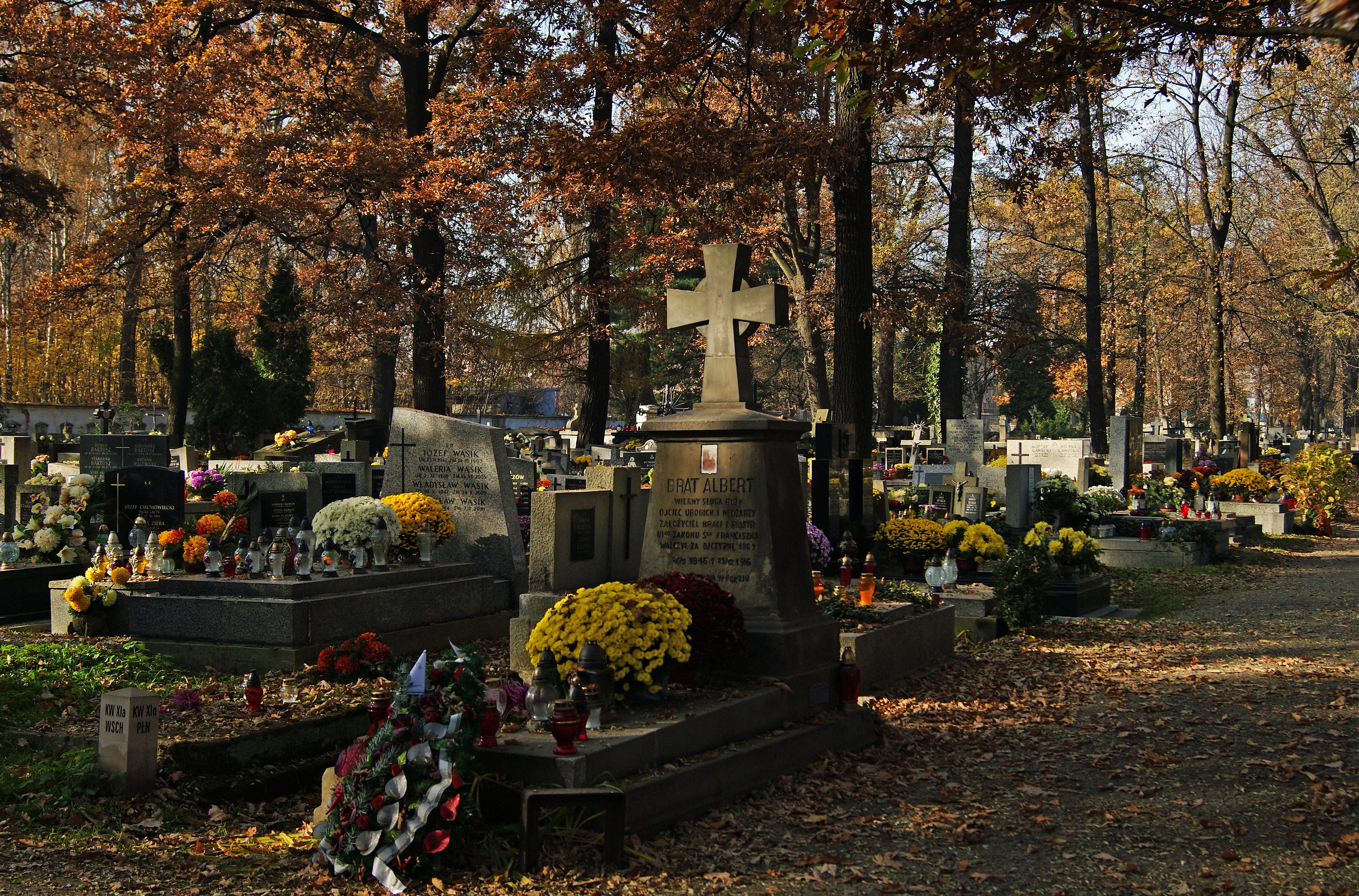
Pierwotny grób brata Alberta na cmentarzu Rakowickim w Krakowie

Po zachorowaniu na raka żołądka, 23 grudnia 1916 roku przyjął sakrament namaszczenia chorych z rąk prepozyta kanoników regularnych laterańskich, ks. Józefa Górnego. W południe 25 grudnia 1916 roku zmarł w opinii świętości. Miał wtedy 71 lat. Pochowany został na cmentarzu Rakowickim. Grób (obecnie pusty) znajduje się nadal w narożu kwatery XIa. Bezpośrednią przyczyną jego śmierci był rak żołądka.

### Ikonografia
W ikonografii przedstawiany jest w habicie albertyńskim. Jego atrybuty to chleb symbolizujący działalność charytatywną wśród ubogich i rozdział żywności, nawiązujący do wypowiedzianych przez niego słów: trzeba być dobrym jak chleb, który dla wszystkich leży na stole, z którego każdy może kęs dla siebie ukroić, jeśli jest głodny, a także dziecko lub ubogi, z którymi czasami jest przedstawiany, oraz obraz Ecce Homo, najbardziej znany obraz świętego.

## Odznaczenie
„Za wybitne zasługi w działalności niepodległościowej i na polu pracy społecznej” Prezydent Ignacy Mościcki 10 listopada 1938 roku nadał mu pośmiertnie Wielką Wstęgę Orderu Odrodzenia Polski. Portret brata Alberta został udekorowany tym orderem w 1939.

## Beatyfikacja i kanonizacja
W dniu 15 września 1932 przeprowadzona została ekshumacja szczątków i ponowne złożenie ich w metalowej trumnie. Po zakończeniu wojny, w 1946 roku, kardynał Adam Sapieha rozpoczął proces informacyjny trwający do 1950 roku. W trakcie procesu 31 maja 1949 ponownie ekshumowano szczątki Brata Alberta i złożono je w kościele Ojców Karmelitów Bosych. Dnia 15 września 1967 kardynał Karol Wojtyła rozpoczął proces apostolski, a w styczniu 1977 r. papież Paweł VI wydał dekret o heroiczności cnót przyszłego świętego. W dniu 22 czerwca 1983 roku, podczas mszy św. na krakowskich Błoniach papież św. Jan Paweł II ogłosił Brata Alberta Chmielowskiego błogosławionym, a następnie 12 listopada 1989 roku, podczas kanonizacji w Rzymie – świętym. Jego doczesne szczątki znajdują się obecnie pod ołtarzem w sanktuarium Ecce Homo św. Brata Alberta na Prądniku Czerwonym w Krakowie.

## Upamiętnienie

### Dzień obchodów
W kalendarzu liturgicznym dla diecezji polskich obowiązkowe wspomnienie liturgiczne św. Alberta Chmielowskiego, zakonnika, przypada 17 czerwca (w diecezji sosnowieckiej, której jest on głównym patronem, obchód ten ma rangę uroczystości).

### Patronat

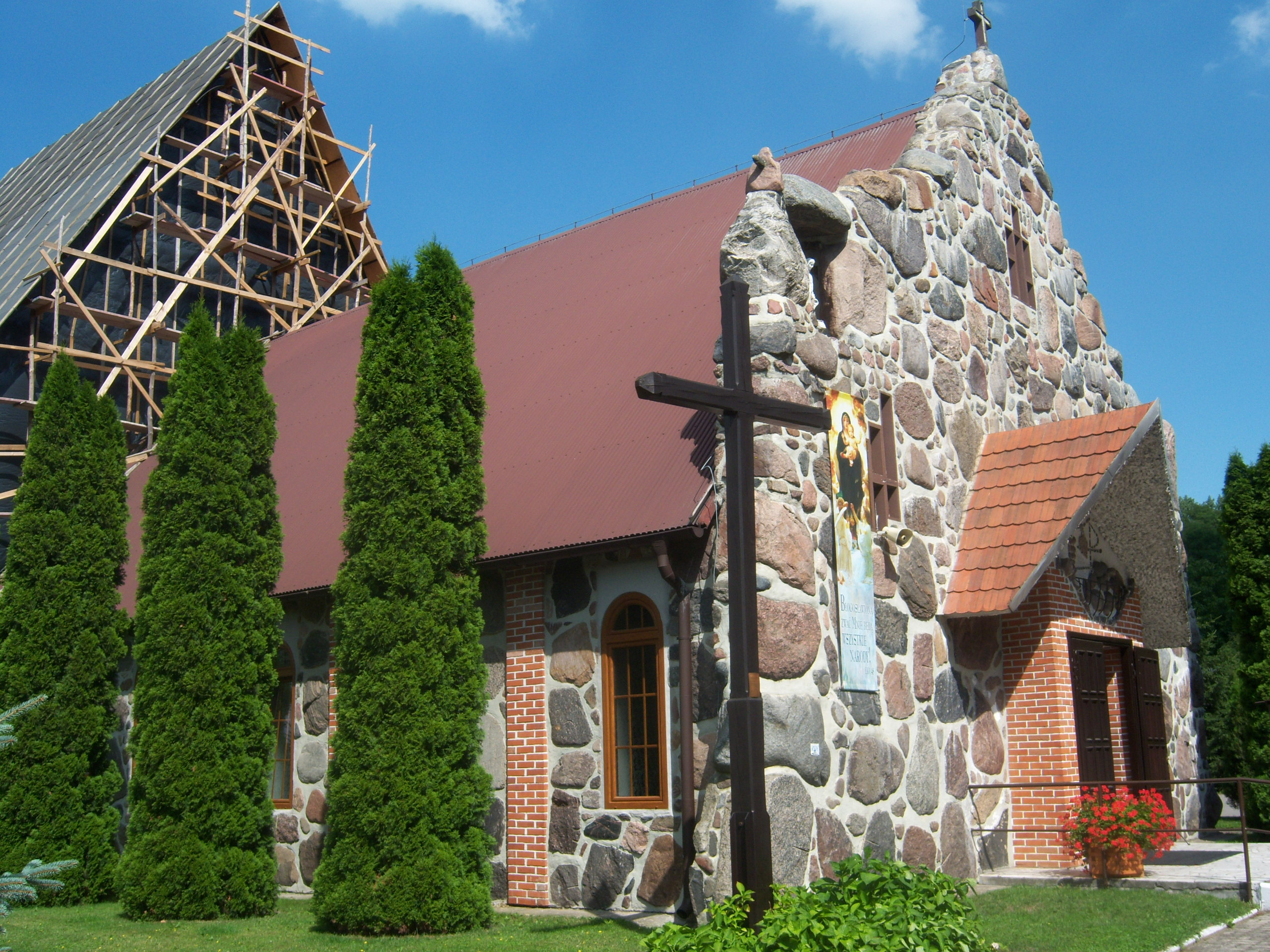
Kościół parafialny pw. św. Alberta Chmielowskiego w Posadzie

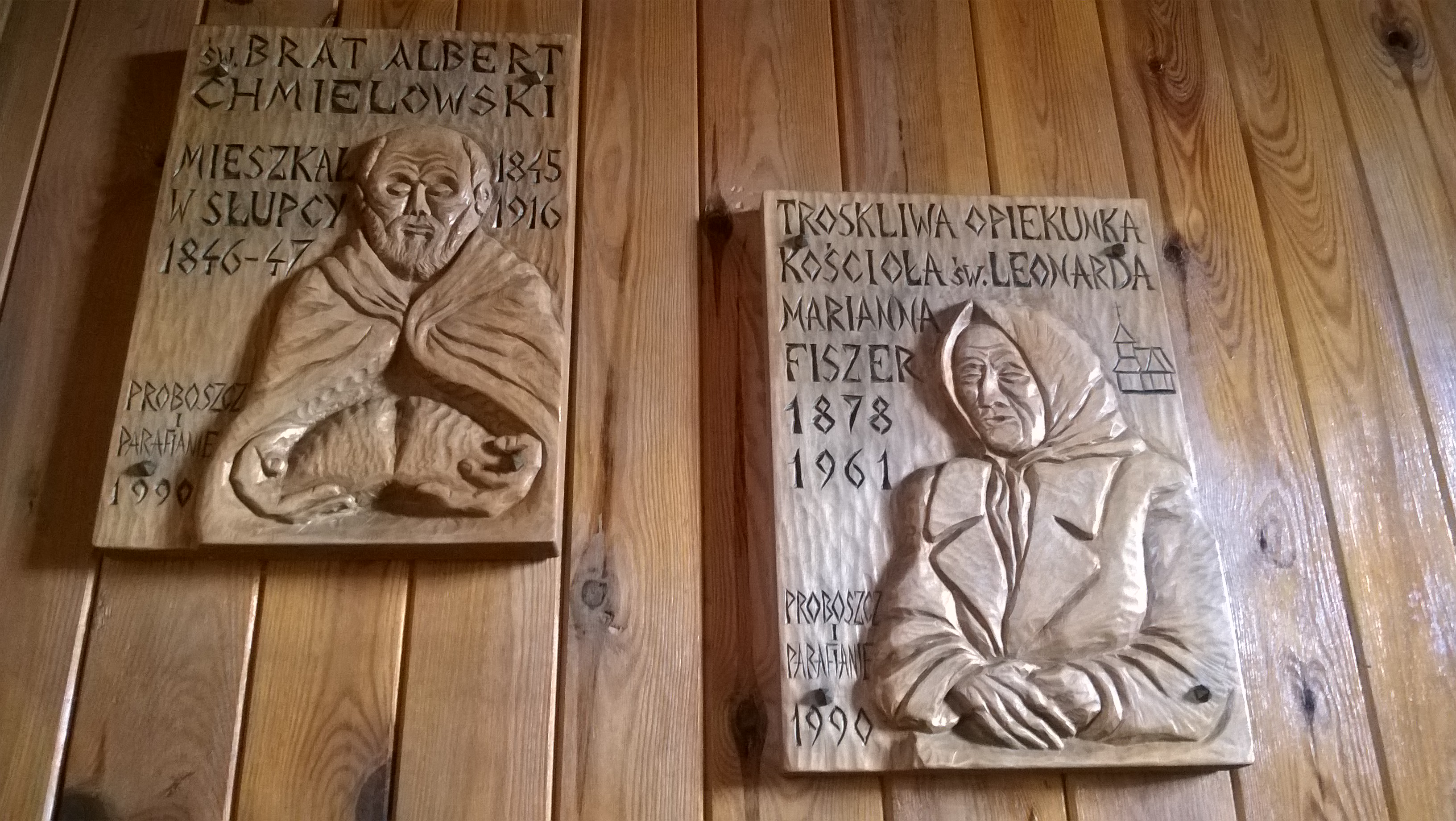
Płaskorzeźby Alberta Chmielowskiego i Marianny Fiszer z kościoła św. Leonarda w Słupcy

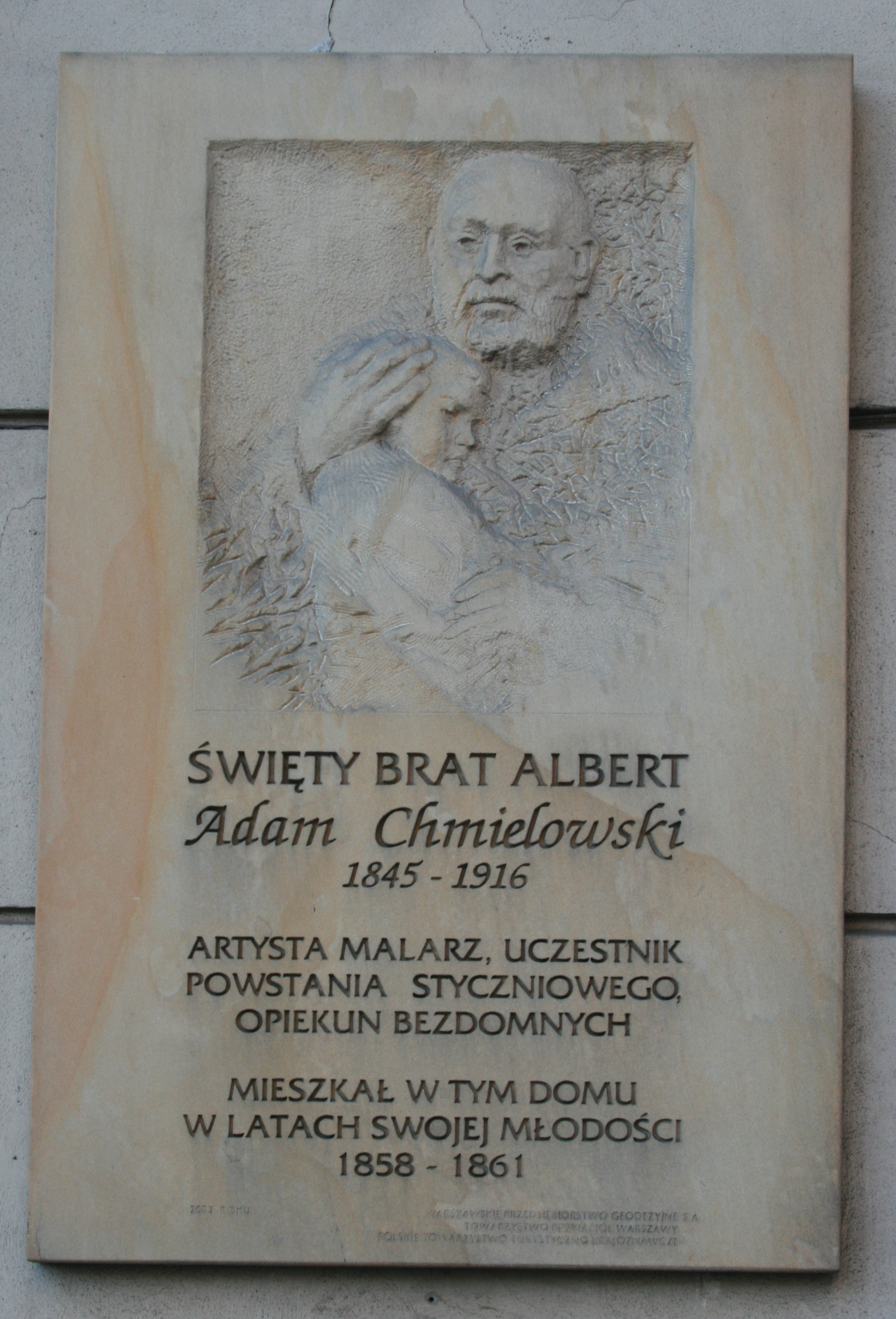
Tablica poświęcona pamięci Adama Chmielowskiego na ścianie budynku przy ul. Książęcej 6 w Warszawie

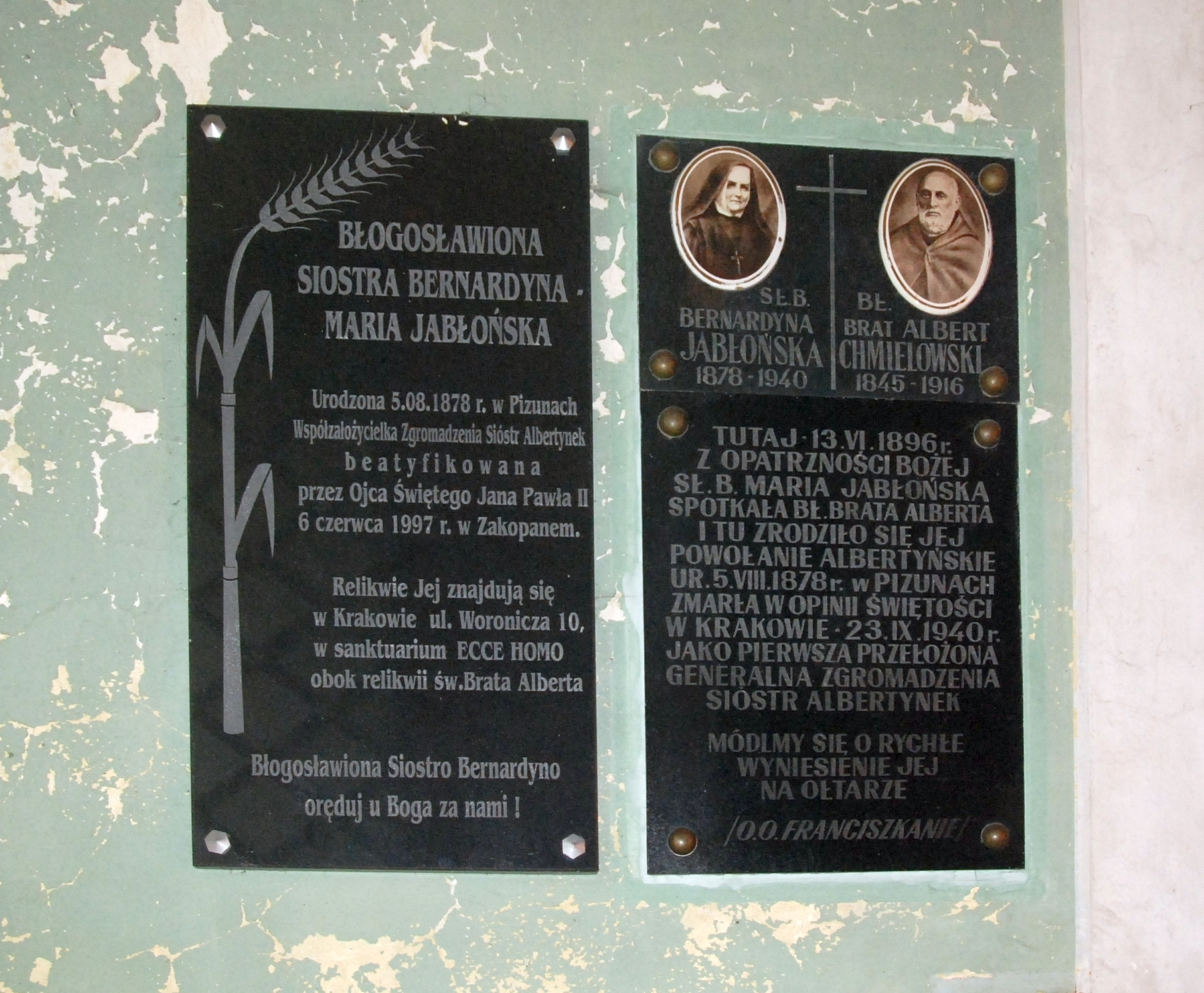
Tablica poświęcona działalności na Roztoczu św. Brata Alberta i bł. Bernardyny, w kościele Niepokalanego Poczęcia Najświętszej Maryi Panny w Horyńcu-Zdroju

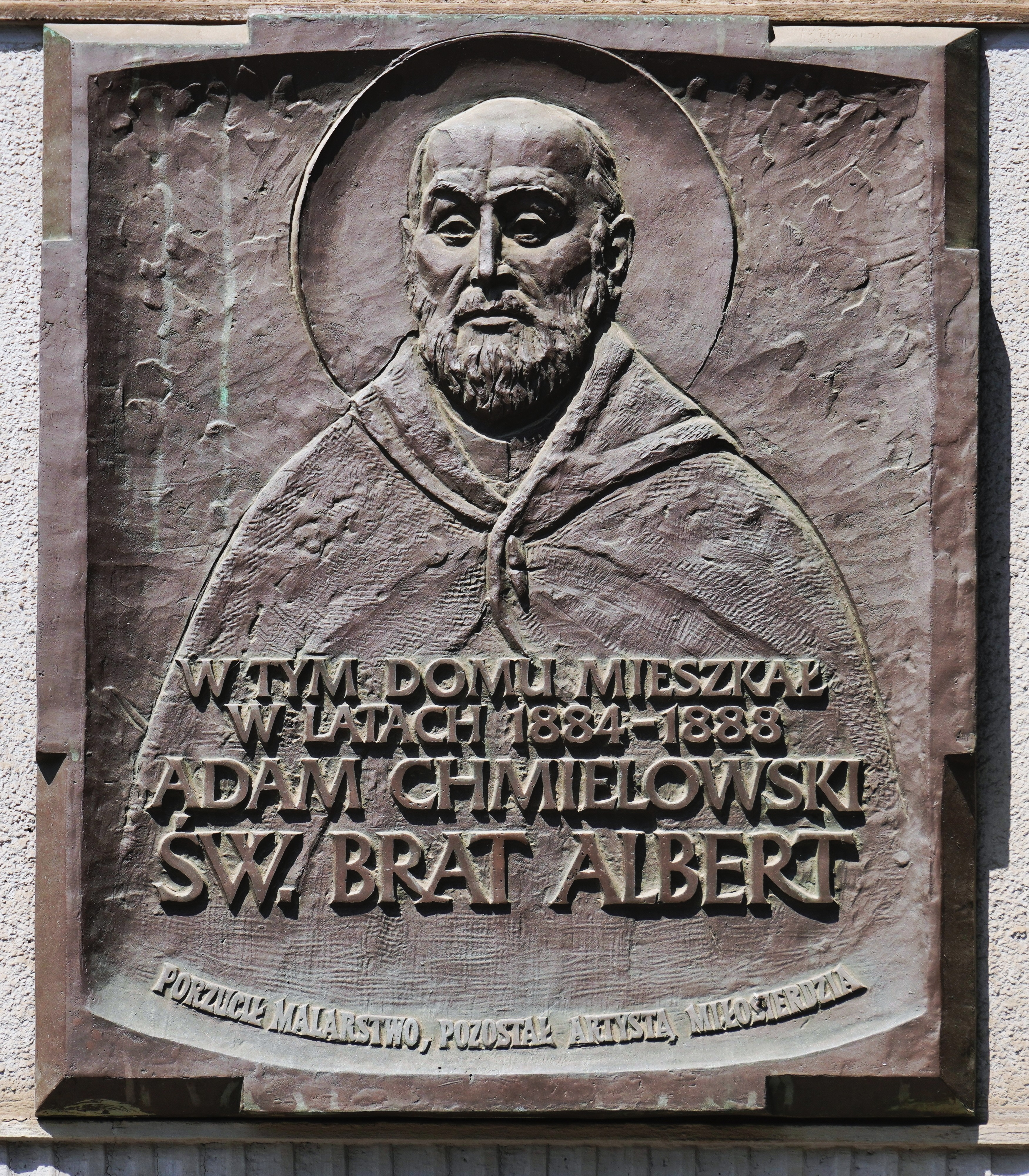
Tablica pamiątkowa poświęcona Adamowi Chmielowskiemu w elewacji kamienicy przy ul. Basztowej 4 w Krakowie

- Patron byłego Gimnazjum nr 13 im. Adama Chmielowskiego – św. Brata Alberta w Krakowie
- Patron byłego Gimnazjum im. Adama Chmielowskiego św. Brata Alberta w Żabnicy koło Żywca
- W 1981 roku powstało Towarzystwo Pomocy im. św. Brata Alberta powołane do opieki szczególnie nad osobami bezdomnymi oraz zagrożonymi wykluczeniem społecznym.
- W 1987 roku powstała Fundacja im. Brata Alberta.
- Od 1999 roku święty Brat Albert Chmielowski jest patronem miasta Puław.
- Jest też głównym patronem Diecezji Sosnowieckiej (od jej ustanowienia w roku 1992).
- Patron byłego Gimnazjum im. św. Brata Alberta w Gdowie.
- Patron Szkoły Podstawowej im. św. Brata Alberta w Narolu
- Patron byłego Gimnazjum im. św. Brata Alberta w Igołomi
- Patron byłego Zespołu Szkoły Podstawowej i Gimnazjum w Sierockiem
- W 1994 roku powstało Stowarzyszenie im. św. Brata Alberta w Słupcy (stowarzyszenie prawne, organizacja pozarządowa)
- Patron byłego Gimnazjum Niepublicznego im. św. Brata Alberta w Podłężu
- Patron Szkoły Podstawowej w Czechówce[19]
- Patron jednej z drużyn ZHR: 7 Lubelskiej Drużyny Harcerzy „Grot” im. Św. Brata Alberta
- Patron Kręgu Hufca Radomskiego[20] Skautów Europy
- Sejm Rzeczypospolitej Polskiej ustanowił rok 2017 m.in. Rokiem Adama Chmielowskiego[21],

### Brat Albert według Leona Wyczółkowskiego
W otoczeniu brata Alberta byli malarze, m.in. był przyjacielem Leona Wyczółkowskiego. Podczas rozpoczętego procesu beatyfikacyjnego Wyczółkowski otrzymał zlecenie namalowania obrazu świętego. Obraz nie został dokończony, o czym świadczy lewa ręka świętego na obrazie. Obraz znajduje się w domu generalnym braci albertynów w Krakowie.

### Brat Albert w literaturze
- Stefan Żeromski, pisząc powieść Walka z szatanem, inspirował się założeniem przez Brata Alberta pustelni dla sióstr albertynek na zakopiańskich Kalatówkach
- Brat Albert jest bohaterem dramatu Karola Wojtyły – Brat naszego Boga
- Beata Obertyńska – wiersz Brat Albert
- Marek Sołtysik – Znak miłości. Opowieść o św. Bracie Albercie (2005)
- Adam Bunsch – Gołębie Brata Alberta (1943) później wydane pod tytułem Przyszedł na ziemię Święty (1947)
- Maryla Wolska – wiersz Brat Albert (tom Dzbanek malin, Medyka 1929)

### Brat Albert w rzeźbie (wybrane prace)
- Płaskorzeźba dłuta Karola Hukana, wkomponowana w tablicę pamiątkową na kamienicy przy ul. Krakowskiej w Krakowie,
- Płaskorzeźba dłuta Ludwika Pugeta fasadzie Domu Brata Alberta przy ul. Zielnej w Krakowie[22],
- Rzeźba na ścianie budynku Caritas przy ulicy Kawęczyńskiej 49 w dzielnicy Praga-Północ w Warszawie (1992)[23],
- Rzeźba autorstwa Michała Wiśniosa w Ogrodzie Polskich Świętych w Morawicy (2013),
- Pomnik autorstwa Ewa Wróbel, wzniesiony z inicjatywy Stowarzyszenia „Ceramika bez granic”, na terenie Fundacji im. Brata Alberta w Radwanowicach (2016)[24],
- Pomnik w Librantowej (2016)[25],
- Pomnik przed budynkiem Centrum Integracji Społecznej w Rzeszowie (2017)[26],
- W Sękowej znajduje się pomnik upamiętniający św. Brata Alberta wykonany przez Janusza Krauze[27].

### Filatelistyka
- Pierwszy raz Brat Albert ukazany został na znaczku pocztowym Poczty Polskiej w 1947. Projektanci St. Żechowski i J. Wilczyk wykorzystali fragment obrazu Leona Wyczółkowskiego Brat Albert z 1902. Wydrukowano 226050 sztuk, techniką rotograwiury w Drukarni Narodowej w Krakowie. Oficjalna nazwa znaczka to Na pomoc zimową. Wydrukowany nominał: 2,00 zł + 18,00 zł. Znaczek pozostawał w obiegu do 15 stycznia 1949[28].
- Kolejny znaczek z Bratem Albertem wyemitowano w Polsce 29 marca 1991. Zaprojektował go Michał Piekarski. Znaczek o nominale 2000 zł, którego wydrukowano 4800000 sztuk, pozostawał w obiegu do 31 grudnia 1993[29].
- W 2000 postać Brata Alberta pojawiła się na znaczku serii Kraków – Europejskie Miasto Kultury roku 2000. Poczta Polska wyemitowała znaczek o nominale 1,55 zł 26 kwietnia 2000 w ilości 600.000 sztuk. Jego projektantem był Maciej Jędrysik[30].
- Z okazji Roku Adama Chmielowskiego wyemitowano znaczek z fragmentem płaskorzeźby z kościoła pw. św. Brata Alberta w Gdańsku-Przymorzu, autorstwa Marcina Sobczaka i Adama Piaska. Projektantami znaczka byli Andrzej i Teresa Sowińscy. Wydrukowano 360.000 sztuk. Nominał 2,60 zł[31].

### Szlak turystyczny
Wytyczono zielony szlak turystyczny  o nazwie Szlak im. św. Brata Alberta o długości 47 km, związany również z życiem bł. Bernardyny Marii Jabłońskiej o następującym przebiegu:
 Horyniec-Zdrój – kapliczka Nowiny Horynieckie – rezerwat przyrody Sołokija – Dolina Dunajecka – Dolina Popowa – Józkowa Góra – Werchrata – Monasterz – Wielki Dział – Jacków Ogród – Pizuny (miejsce urodzenia bł. Bernardyny gdzie znajduje się kaplica i Dom Modlitwy Sióstr Albertynek z relikwiami św. Brata Alberta i bł. Bernardyny) – Narol

## Brat Albert w filmie
- W 1997 powstał spektakl telewizyjny Brat naszego Boga (77 min) w reżyserii Krzysztofa Zanussiego, wyprodukowany przez Telewizję Polską, w którym w postać Brata Alberta wcielił się Scott Wilson.
- W 2019 powstał biograficzny film fabularny Nędzarz i madame (121 min) w reżyserii Witolda Ludwiga, wyprodukowany przez Fundację Lux Veritatis, w którym Chmielowskiego grają Piotr Zajączkowski i Krzysztof Wakuliński[33].